# Blüemlisalp Rothorn
Blüemlisalp Rothorn är en bergstopp i Schweiz. Den ligger i distriktet Frutigen-Niedersimmental och kantonen Bern, i den centrala delen av landet, 60 km söder om huvudstaden Bern. Toppen på Blüemlisalp Rothorn är 3 296 meter över havet.